# Aneilema

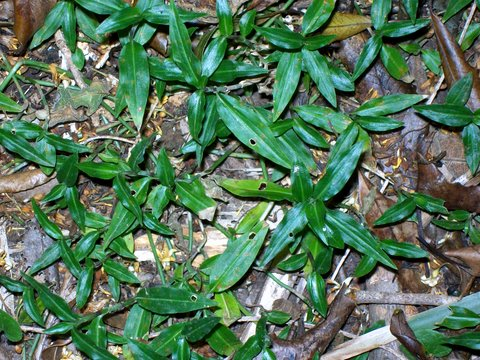
Aneilema biflorum

Aneilema ist eine Pflanzengattung aus der Familie der Commelinagewächse (Commelinaceae). Der botanische Name der Gattung leitet sich von den griechischen Worten a-, an- für ‚ohne‘ sowie eilema für ‚Hülle‘ ab und verweist darauf, dass die Blütenstände nicht von auffälligen Brakteen eingehüllt sind.

## Beschreibung
Die Arten der Gattung Aneilema sind einjährige und mehrjährige krautige Pflanzen mit gelegentlich knolligen Wurzeln und unterschiedlich gestalteten Laubblättern.
Der Blütenstand besteht aus einzelnen Wickeln oder in Rispen angeordneten Wickeln. Auffällige Brakteen sind nicht vorhanden. Die zwittrigen Blüten sind zygomorph. Ihre drei freien Kelchblätter sind gleich. Die drei freien Kronblätter sind hingegen häufig ungleich oder unterschiedlich gefärbt. Das obere Kronblattpaar ist genagelt, weiß oder lila bis lavendelfarben oder gelb bis orange. Die oft unauffälligen unteren Kronblätter sind stark reduziert. Selten sind sie vergrößert. Von den sechs Staubblättern, selten sind es fünf, sind die drei vorderen fruchtbar. Gelegentlich ist das mittlere von ihnen steril. Die zwei bis drei hinteren sind staminodial. Die Staubfäden sind gleich. Häufiger ist der mittlere kürzer. Die Staubfäden sind alle kahl oder die seitlichen von ihnen sind bärtig. Die Staubbeutel der mittleren Staubblätter unterscheiden sich in der Regel von den seitlichen. Reduzierte Staubbeutel sind in der Regel zweilappig. Der Fruchtknoten ist drei oder zweifächrig. Ventrale Fächer enthalten ein bis sechs einreihige Samenanlagen. Das dorsale Fach ist nicht entwickelt oder enthält meist nur eine Samenanlage.
Die Früchte sind Kapselfrüchte mit meist zwei Klappen. Sie enthalten Samen mit einem linealischen Hilum und dorsaler Embryotega.

## Systematik und Verbreitung
Die Gattung Aneilema ist in Afrika, auf der Arabischen Halbinsel, im tropischen Amerika, in Jemen, auf Madagaskar und in Australien verbreitet.
Die Erstbeschreibung durch Robert Brown wurde 1810 veröffentlicht. Die Gattung Aneilema umfasst die unten gelisteten Arten.
Synonyme sind Lamprodithyros Hassk. (1863) und Ballya Brenan (1964).    
- Aneilema acuminatum R.Br.
- Aneilema aequinoctiale (P.Beauv.) Loudon
- Aneilema alatum Koord.
- Aneilema angolense C.B.Clarke

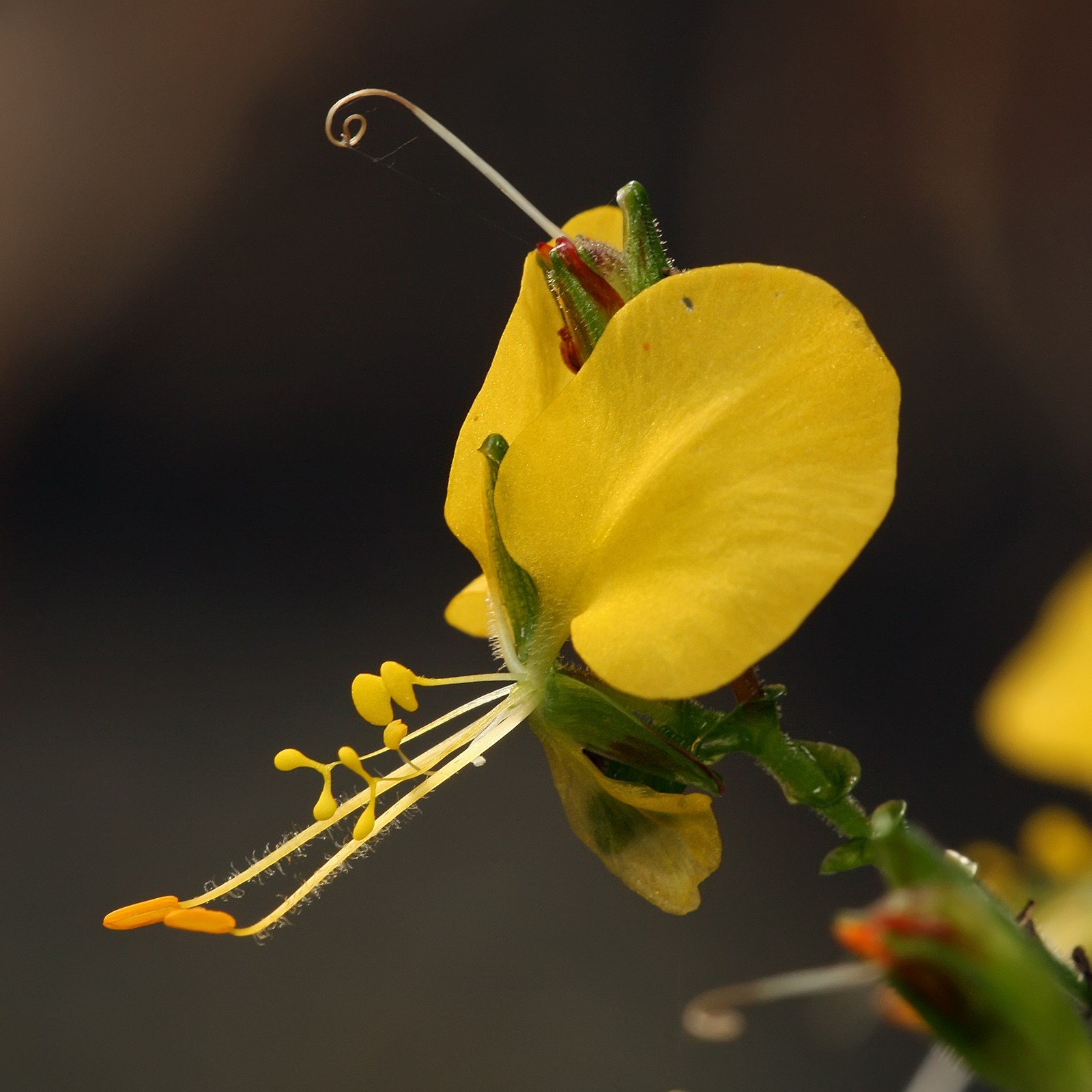
Aneilema aequinoctiale

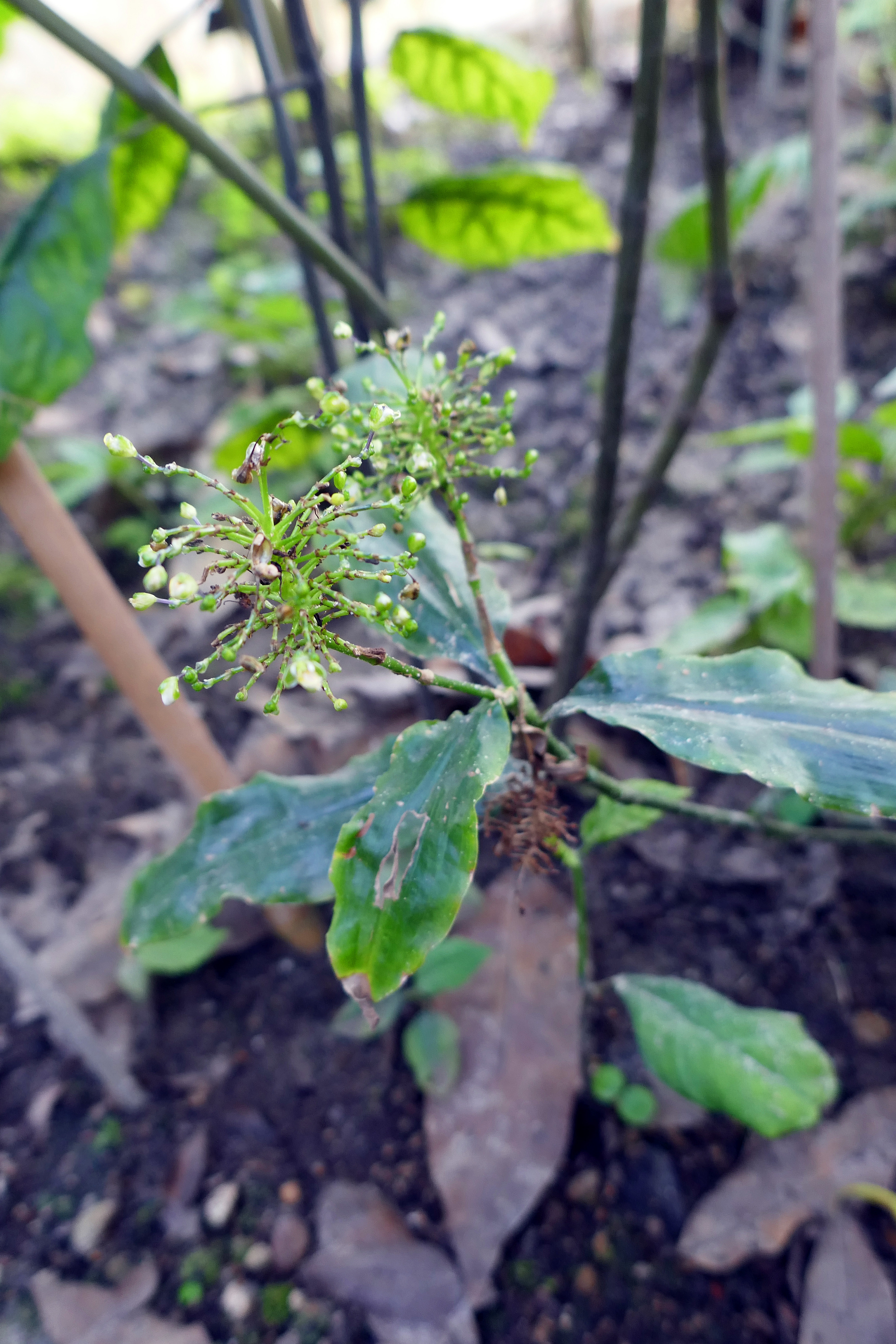
Aneilema beniniense

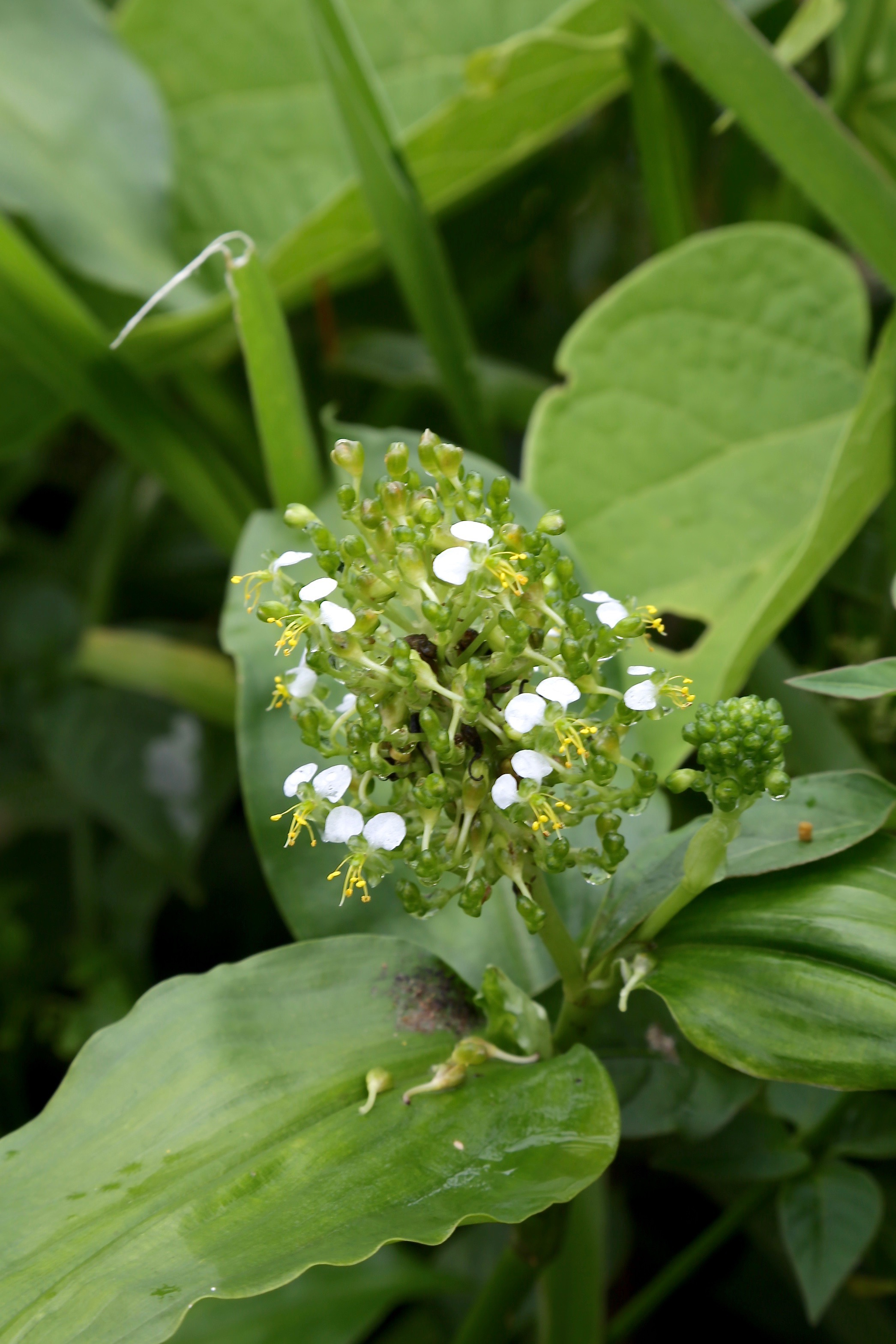
Aneilema umbrosum var. ovato-oblongum

  - Aneilema angolense var. angolense
  - Aneilema angolense var. luteum (C.B.Clarke) Faden
- Aneilema aparine H.Perrier
- Aneilema arenicola Faden
- Aneilema benadirense Chiov.
- Aneilema beniniense (P.Beauv.) Kunth
- Aneilema biflorum R.Br.
- Aneilema brasiliense C.B.Clarke
- Aneilema brenanianum Faden
- Aneilema brunneospermum Faden
- Aneilema calceolus Brenan
- Aneilema chrysopogon Brenan
- Aneilema clarkei Rendle
- Aneilema dispermum Brenan
- Aneilema dregeanum Kunth
  - Aneilema dregeanum subsp. dregeanum
  - Aneilema dregeanum subsp. mossambicense Faden
- Aneilema ephemerum Faden: Sie wurde 2012 aus Kenia erstbeschrieben.[3]
- Aneilema forsskalii Kunth
- Aneilema gillettii Brenan
- Aneilema grandibracteolatum Faden
- Aneilema hirtum A.Rich.
- Aneilema hockii De Wild.. Mit zwei Unterarten und einer Varietät. Sie wurden 2012 erstbeschrieben[3]:
  - Aneilema hockii subsp. hockii: Sie kommt von Tansania bis ins südliche Afrika vor.[3]
  - Aneilema hockii subsp. longiaxis Faden: Sie kommt von Äthiopien bis ins südliche Afrika vor.[3]
  - Aneilema hockii var. rhizomatosum Faden: Sie kommt von Kenia bis ins nördliche Tansania vor.[3]
- Aneilema homblei De Wild.
- Aneilema indehiscens Faden
  - Aneilema indehiscens subsp. indehiscens
  - Aneilema indehiscens subsp. keniense Faden
  - Aneilema indehiscens subsp. lilacinum Faden
- Aneilema johnstonii K.Schum.
- Aneilema lamuense Faden
- Aneilema lanceolatum Benth.
  - Aneilema lanceolatum subsp. lanceolatum
  - Aneilema lanceolatum subsp. subnudum (A.Chev.) J.K.Morton
- Aneilema leiocaule K.Schum.
- Aneilema longicapsa Faden
- Aneilema longirrhizum Faden
- Aneilema macrorrhizum T.C.E.Fr.
- Aneilema minutiflorum Faden: Sie wurde 2012 aus Kenia, Tansania und Uganda erstbeschrieben.[3]
- Aneilema mortonii Brenan
- Aneilema neocaledonicum Schltr.
- Aneilema nicholsonii C.B.Clarke
- Aneilema nyasense C.B.Clarke
  - Aneilema nyasense var. brevisepala Brenan
  - Aneilema nyasense var. nyasense
- Aneilema obbiadense Chiov.
- Aneilema paludosum A.Chev.
  - Aneilema paludosum subsp. paludosum
  - Aneilema paludosum subsp. pauciflorum J.K.Morton
  - Aneilema paludosum subsp. pseudolanceolatum J.K.Morton
- Aneilema pedunculosum C.B.Clarke
- Aneilema petersii (Hassk.) C.B.Clarke
  - Aneilema petersii subsp. pallidiflorum Faden
  - Aneilema petersii subsp. petersii
- Aneilema plagiocapsa K.Schum.
- Aneilema pomeridianum Stanf. & Brenan
- Aneilema pusillum Chiov.
  - Aneilema pusillum subsp. gypsophilum Faden
  - Aneilema pusillum subsp. pusillum
  - Aneilema pusillum subsp. thulinii Faden
  - Aneilema pusillum subsp. variabile Faden
- Aneilema recurvatum Faden
- Aneilema rendlei C.B.Clarke
- Aneilema richardsiae Brenan
- Aneilema schlechteri K.Schum.
- Aneilema sclerocarpum F.Muell.
- Aneilema sebitense Faden
- Aneilema setiferum A.Chev.
  - Aneilema setiferum var. pallidiciliatum J.K.Morton
  - Aneilema setiferum var. setiferum
- Aneilema siliculosum R.Br.
- Aneilema silvaticum Brenan
- Aneilema somaliense C.B.Clarke
- Aneilema spekei C.B.Clarke
- Aneilema succulentum Faden
- Aneilema tanaense Faden
- Aneilema taylorii C.B.Clarke
- Aneilema termitarium Faden: Sie wurde 2012 aus Zaire, Tansania und Sambia erstbeschrieben.[3]
- Aneilema umbrosum (Vahl) Kunth
  - Aneilema umbrosum var. ovato-oblongum (P.Beauv.) Brenan
  - Aneilema umbrosum var. umbrosum
- Aneilema usambarense Faden
- Aneilema welwitschii C.B.Clarke
- Aneilema woodii Faden
- Aneilema zebrinum Chiov. ex Chiarugi

## Nachweise

## Weiterführende Literatur
- Robert B. Faden: The morphology and taxonomy of Aneilema R.Brown (Commelinaceae). (= Smithsonian Contributions to Botany, Nummer 76). 1991 (online).